# 내털리 우드
내털리 우드(영어: Natalie Wood, 본명은 나탈리야 니콜라예브나 자하렌코(러시아어: Наталья Николаевна Захаренко, 영어: Natalia Nikolaevna Zakharenko), 1938년 7월 20일 ~ 1981년 11월 29일)는 미국의 배우이다.

## 생애
러시아계 미국인. 1943년에 활동을 시작했고, 성탄절 영화(1947년)인 《34번가의 기적》(Miracle on 34th Street)에서 성공적인 소녀 배우가되었다. 《이유없는 반항》(1955년)에서 제임스 딘과의 열연으로 큰 호평을 받았다. 그 영화로 최우수 여우 아카데미 수상 후보가 되면서 성인 연기자로의 변신에 성공했다. 뮤지컬 영화 《웨스트 사이드 스토리》(1961)와 《집시》(1962)에 출연하였고, 《초원의 빛》(1961)과 《적절한 낯선자와의 사랑》(Love with the Proper Stranger. 개봉 1963년)에 출연하여 아카데미 최우수 여배우 상을 받았다. 그녀의 성공은 《밥 & 캐롤 & 테드 & 앨리스》(1969)로 계속되었다.
1970년대에는 단 두 연극 영화에 등장한 후 잠시 두 아이의 어머니로 전념했다. 그 뒤 배우 로버트 와그너와 결혼했다 이혼했고, 다시 제작자 리처드 그레그슨과 재혼했다. 첫 남편 사이에서 난 아이들은 너태샤 그레그슨과 코티 와그너 그리고 재혼 후에는 딸이 있었다.
그녀의 여동생 라나 우드도 배우이다.
우드에게 골든 글로브 상을 안겨 준 《영원》(1979)으로 영화의 리메이크를 포함한 여러 텔레비전 제작, 출연하였다. 1981년 11월 29일 캘리포니아주의 샌타카탈리나섬 근처에서 익사했다. 사망 직후 법원은 사고사 판결을 내렸지만, 2011년 11월 17일에 새로운 증인 진술을 바탕으로 사건 조사가 재개되었다.

## 출연 작품
- 브레인스톰
- 더 라스트 메리드 커플 인 아메리카
- 살얼음판을 딛고(The Cracker Factory)
- 지구의 대참사(Meteor)
- 피퍼
- 어페어
- 파트너 체인지
- 우수(This Property Is Condemned)
- 페넬로피
- 그레이트 레이스(The Great Race)
- 인사이드 데이지 클로버
- 사랑 그리고 독신녀(Sex And The Single Girl)
- 러브 위드 더 프로퍼 스트레인저
- 집시
- 웨스트 사이드 스토리
- 초원의 빛(Splendor In The Grass)
- 올 더 파인 영 캐너블스
- 캐시 맥콜
- 마저리 모닝스타
- 킹스 고 포스(Kings Go Forth)
- 바머스 B-52
- 더 걸 히 레프트 비하인드
- 버닝 힐스
- 이유없는 반항
- 은술잔(The Silver Chalice)